# Annales Xantenses
Gli Annales Xantenses o Annali di Xanten, sono una serie di annali probabilmente scritti nella città tedesca di Lorsch, per la parte che copre il periodo compreso tra gli anni 832 e 852, fonte indipendente dal Chronicon Vedastinum) e a Colonia (per la parte che giunge fino all'873). Per la parte delle cronache scritte a Lorsch, l'autore è probabilmente Gerardo, un cappellano reale, mentre il continuatore di Colonia è rimasto sconosciuto.